# Gaius Fonteius Capito
Gaius Fonteius Capito (gestorven 69) was in 59, als opvolger van Nero, consul van het Romeinse Rijk.
Als gouverneur van Germania Inferior was hij in 69 medeverantwoordelijk voor het uitbreken van de Bataafse opstand. Vlak ervoor had hij, Julius Paulus, de broer van de opstandelingenleider Julius Civilis laten executeren en Julius Civilis zelf, in de boeien geslagen, naar Rome laten vervoeren. Fonteius Capito werd onder keizer Galba vervangen door Vitellius.
Hij gold als corrupt, maar was geliefd bij zijn legionnairs
Na de dood van Nero werd Fonteius Capito in de herfst van 68 vanwege vermeende coupplannen op instigatie van de legioenslegaten Fabius Valens en Cornelius Aquinus en de commandant van de Germaanse vloot Julius Burdo vermoord. De nieuwe keizer Galba stemde achteraf in met deze daad. De moord zelf werd uitgevoerd door de centurio Crispinus, die hiervoor het volgende jaar op aandringen van voormalige legionnairs, die onder Fonteius Capito hadden gediend, alsnog werden geëxecuteerd.
Na zijn dood eisten deze legionnairs tevens de executie van Julius Civilis, die intussen in Rome door de nieuwe keizer Galba was vrijgesproken en naar Neder-Germania was teruggekeerd.

## Voetnoten
1. ↑  Tacitus (Histories 1, 7) betwijfelt of Flavius Capito inderdaad naar de keizerlijke waardigheid.
2. ↑  Tacitus, Histories 1, 58[dode link]
3. ↑  Hans Teitler, blz 19

## Externe bron
- Hans Teitler, De opstand der "Batavieren", 1998, ISBN 90-6550-441-9